# Altin Lisi
Altin Lisi (nacido el 9 de marzo de 1974) es un futbolista albanés que se posiciona de centrocampista, y juega actualmente en el equipo de SP Tre Fiori, de la primera división de San Marino.

## Carrera
Su primer partido lo tuvo frente al Belzers FC con el equipo Albpetrol, perdiéndolo 3-1, en el año 1993.
Jugó con el SP Tre Fiori en un total de cuatro apariciones, entre ellos los partidos preliminares de la Liga de Campeones de la UEFA 2010-11, frente al Rudar, en la derrota de local de 0-3 como en la de visita por 1-4.